# مرض السل الشديد المقاوم للعقاقير

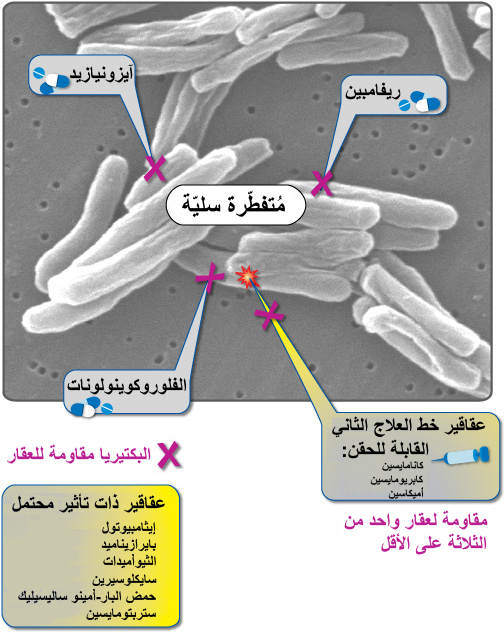
وصف مرض السل الشديد المقاوم للعقاقير.

مرض السل الشديد المقاوم للعقاقير (XDR-TB) هو شكل من أشكال السل الذي تسببه البكتيريا التي تقاوم بعض الأدوية الأكثر فعالية لمكافحة السل. ونشأت السلالات المسببة للسل الشديد المقاوم للأدوية بعد سوء إدارة وعلاج الأفراد المصابين بالسل المقاوم للأدوية المتعدّدة (MDR-TB).
تقريباً واحد من كل أربعة أشخاص في العالم مصاب ببكتيريا السل، ويصبح الفرد مصاب بمرض السل عندما تصبح البكتيريا نشطة. وتصبح البكتيريا نشطة نتيجة لأي شيء يمكن أن يقلل من مناعة الشخص، مثل فيروس نقص المناعة البشرية أو تقدم العمر أو بعض الحالات الطبية. ويمكن علاج مرض السل عادة باستخدام دورة من أربعة عقاقير قياسية مضادة للسل (الخط الأول): أيزونيازيد، وريفامبين، وأيا من الفلوروكينولونات. وإذا تم إساءة استخدام هذه الأدوية أو سوء إدارتها، يمكن أن يتطور السل المقاوم للأدوية المتعددة (MDR-TB). ويستغرق علاج السل المقاوم للأدوية المتعددة وقتًا أطول للعلاج بأدوية الخط الثاني (أي: أميكاسين، أو كلينداميسين، أو كابريومايسين)، وهي أغلى وذات تأثيرات جانبية أكثر. ويمكن أن يتطور مرض السل الشديد المقاوم للأدوية XDR عندما يتم أيضًا إساءة استخدام هذه الأدوية أو سوء إدارتها، وبالتالي تصبح غير فعالة أيضًا.
ويثير مرض السل الشديد المقاوم للأدوية مخاوف من انتشار وباء السل في المستقبل مع خيارات علاجية محدودة، ويعرض المكاسب الرئيسية التي تحققت في مجال مكافحة السل والتقدم المحرز في الحد من وفيات السل بين الأشخاص المصابين بفيروس نقص المناعة البشرية/الإيدز. ولذلك من الضروري إدارة مكافحة السل بشكل صحيح وتطوير أدوات جديدة لمنع وعلاج وتشخيص المرض.
والنطاق الحقيقي لمرض السل الشديد المقاوم للأدوية غير معروف؛ لأن العديد من البلدان تفتقر إلى المعدات والقدرات اللازمة لتشخيصه بدقة. ومع ذلك يقدر أن هناك حوالي 40,000 حالة سنويا. واعتبارا من يونيو 2008، كانت 49 دولة قد أكدت حالات الإصابة به. واعتبارا من عام 2017، ارتفع هذا الرقم إلى أكثر من 100.

## الأعراض
لا تختلف أعراض مرض السل الشديد المقاوم للأدوية عن السل العادي أو السل الحساس للأدوية، مثل: السعال مع المخاط السميك (أو البلغم)، المخلوط أحيانًا بالدم، لأكثر من أسبوعين، والحمى، والقشعريرة، والتعرق الليلي، والتعب، وضعف العضلات، وفقدان الوزن، وفي بعض الحالات ضيق التنفس وألم في الصدر. ولا يعاني الشخص المصاب بهذه الأعراض بالضرورة من الإصابة بالسل الشديد المقاوم للعقاقير، ولكن يجب أن يراجع الطبيب من أجل التشخيص وخطة العلاج. ويجب على مرضى السل الذين لا تتحسن أعراضهم بعد بضعة أسابيع من العلاج لمرض السل ويتناولون العلاج، إبلاغ الطبيب أو الممرضة.

## الانتشار
مثل أشكال أخرى من السل، ينتشر السل الشديد المقاوم للعقاقير عبر الهواء. وعندما يسعل الشخص المصاب بالسل المعدوى أو يعطس أو يتحدث أو يبصق، فإنه يدفع بكتيريا السل المعروفة باسم العصيات في الهواء، ولكن لا يمكن ينتشر عن طريق التقبيل أو مشاركة الطعام أو المشروبات والتسليم باليد على الآخرين. وتكون البكتيريا قدرة على البقاء في الهواء لعدة ساعات، ويحتاج الشخص فقط إلى استنشاق عدد صغير من البكتيريا ليصبح مصابا. ولن يصاب بالضرورة الأشخاص المصابون بالسل بمرض السل الشديد المقاوم للعقاقير، حيث أن جهاز المناعة «يقاوم» عصيات السل التي تحميها طبقة شمعية سميكة، والتي يمكن أن تظل كامنة لعدة سنوات.
ويعتمد انتشار بكتيريا السل على عدة عوامل، مثل عدد وتركيز الأشخاص المصابين بالعدوى في أي مكان مع وجود أشخاص أكثر عرضة للإصابة (مثل المصابين بفيروس نقص المناعة البشرية/ الإيدز). ويزداد خطر الإصابة بالعدوى مع الوقت الذي يقضيه الشخص غير المصاب في السابق في نفس الغرفة مع الحالة المعدية. ويزداد خطر الانتشار عندما يكون هناك تركيز عالٍ من بكتيريا مرض السل، كما يحدث في البيئات المغلقة، مثل البيوت المكتظة أو المستشفيات أو السجون، وستزداد المخاطر إذا كانت التهوية سيئة. ويتم تقليل خطر الانتشار مع التخلص منه إذا تلقى المرضى المعديون العلاج المناسب.

## التشخيص
يعتمد التشخيص الناجح لمرض السل الشديد المقاوم للعقاقير على وصول المريض إلى خدمات الرعاية الصحية الجيدة. وإذا تم العثور على بكتيريا السل في البلغم، يمكن تشخيص مرض السل في يوم أو يومين، ولكن هذه النتيجة لن تكون قادرة على التمييز بين السل الحساس للأدوية والمقاوم للأدوية. ولتقييم قابلية الدواء، يجب زراعة البكتيريا واختبارها في المختبر المناسب. وقد يستغرق التشخيص النهائي بهذه الطريقة لمرض السل، وخاصة بالنسبة المقاوم للأدوية، من 6 إلى 16 أسبوعًا. ولتقليل الوقت اللازم للتشخيص، هناك حاجة ملحة لأدوات جديدة للتشخيص السريع للسل.
كانت الطريقة الأصلية المستخدمة في اختبار السل المقاوم للأدوية المتعددة والسل الشديد المقاومة للأدوية هي اختبار حساسية الدواء، مما يتيح القدرة على تحديد مدى فاعلية أربعة عقاقير أولية مضادة للسل تمنع نمو المتفطرة السلية. والأدوية الأساسية الأربعة المضادة للسل هي أيزونيازيد، وريفامبين، وإيثامبوتول، وبيرازيناميد. ويتم إجراء اختبار حساسية الدواء عن طريق عمل مستنبت لوفنشتاين - يانسن ونشر البكتيريا عليه، وتتم إضافة الأقراص التي تحتوي على أحد الأدوية الأساسية الأربعة إلى المستنبت. وبعد أسابيع من السماح للبكتيريا بالنمو يتم فحص المناطق الواضحة حول القرص. وإذا كان هناك منطقة واضحة، تعني قتل هذا الدواء للبكتيريا، وعلى الأرجح أن البكتيريا ليست مقاومة لهذا الدواء.
وطورت المتفطرة السلية سلالات جديدة من البكتيريا المقاومة. وكانت المشكلة أن اختبارات حساسية الأدوية الأولى غير مناسبة لاختبار سلالات البكتيريا التي كانت مقاومة للأدوية على نطاق واسع. وبدأ ثبات هذه المشكلة عندما بدأت اختبارات حساسية الدواء تشمل ليس فقط الأدوية الأساسية الأربعة، ولكن الأدوية الثانوية، ويُعرف هذا الاختبار الثانوي بنظام Bactec MGIT 960. وعلى الرغم من أن نظام Bactec MGIT 960 كان دقيقًا، إلا أنه كان بطيئًا في تحديد مستوى المقاومة.
ويعتبر تشخيص السل المقاوم للأدوية والسل الشديد المقاوم للأدوية عند الأطفال تحديًا. ومع وجود عدد متزايد من الحالات التي يتم الإبلاغ عنها في جميع أنحاء العالم، هناك حاجة كبيرة لأدوات تشخيص أفضل متوفرة لمرضى الأطفال.
وفي السنوات الأخيرة، أظهر اختبار مقاومة السل المقاوم للعقاقير الكثير من التقدم. وقد وجدت بعض الدراسات اختبارا داخليا يمكن أن يكشف بسرعة عن مقاومة الأدوية التي ينطوي عليها تعريف مرض السل الشديد المقاوم للأدوية مباشرة من العينات الإيجابية. ويسمى الفحص اختبار RLBH. وأظهرت الدراسة أن نتائج RLBH تكون دقيقة مثل اختبارات الحساسية للعقاقير الأخرى، ولكن في نفس الوقت لم يستغرق أسابيع للحصول على النتائج، ويستغرق اختبار RLBH ثلاثة أيام فقط لتحديد مدى مقاومة سلالة البكتيريا.
وأظهر البحث الحالي تقدمًا في اختبار مقاومة الأدوية. ووجدت دراسة حديثة أن تقنية البحث المعروفة باسم مقايسة اختزال نيترات المباشر (D-NRA) أظهرت دقة فعالة للكشف السريع والمتزامن عن مقاومة الأيزونيازيد، وريفامبيسين، وكاناميسين، وأوفلوكساسين. ويتم الحصول على نتائج D-NRA في 16.9 يوم، مقارنة باختبار الحساسية للعقاقير الأخرى. وفي الوقت نفسه، ذكرت الدراسة كيف أن D-NRA هي تقنية منخفضة التكلفة، وسهلة الإعداد في المختبرات السريرية ومناسبة لاستخدامها في اختبار الحساسية للأدوية للمتفطرة السلية في جميع العينات الإيجابية.

## الوقاية
تهدف البلدان إلى منع مرض السل الشديد المقاوم للعقاقير من خلال ضمان أن يتم تنفيذ برامج مكافحة السل القومية وفقا للمعايير الدولية لرعاية مرضى السل، مما يؤكد على توفير التشخيص والعلاج المناسبين لجميع مرضى السل، بما في ذلك مرضى السل المقاوم للأدوية، وضمان الإمدادات المنتظمة من جميع الأدوية المضادة للسل، مع الإدارة السليمة للأدوية المضادة للسل وتقديم الدعم للمرضى لتحقيق أقصى قدر من الالتزام بالنظم الموصوفة، والعناية بحالات السل الشديد المقاومة للأدوية في مراكز ذات تهوية مناسبة مع تقليل الاتصال مع مرضى آخرين، خاصة المصابين بفيروس نقص المناعة البشرية، خاصة في المراحل المبكرة. وكما أن البنية التحتية الفعالة لمكافحة الأمراض ضرورية للوقاية من السل الشديد المقاوم للعقاقير، فإن زيادة التمويل للبحوث، وتعزيز مرافق المختبرات مطلوب بشكل كبير. وإن الكشف الفوري عن طريق اختبار الحساسية للعقاقير أمر حيوي عند محاولة وقف انتشار السل الشديد المقاوم للعقاقير.

## العلاج
إن مبادئ علاج السل المقاوم للأدوية المتعددة والسل الشديد المقاومة للأدوية هي نفسها. ويتطلب علاجها العلاج الكيميائي المكثف لمدة تصل إلى عامين. وتعتبر أدوية الخط الثاني أكثر سمية من النظام القياسي لمكافحة السل، ويمكن أن تسبب مجموعة من الآثار الجانبية الخطيرة بما في ذلك التهاب الكبد، والاكتئاب، والهلوسة، والصمم. وغالبًا ما يدخل المرضى إلى المستشفى لفترات طويلة في عزلة. وبالإضافة إلى ذلك، فإن أدوية الخط الثاني مكلفة للغاية مقارنة بتكلفة أدوية علاج السل العادي.
ويرتبط السل الشديد المقاوم للأدوية بمعدل وفيات أعلى بكثير من معدل السل المقاوم للأدوية المتعددة؛ بسبب انخفاض عدد خيارات العلاج الفعالة. وعلى الرغم من المخاوف المبكرة من أن هذه السلالة من السل لا يمكن علاجها، فقد أظهرت الدراسات الحديثة أنه يمكن علاج السل الشديد المقاوم للأدوية من خلال استخدام نظم عدوانية. وأفادت دراسة في أوبلاست تومسك في روسيا أن 14 من 29 (48.3٪) من المرضى المصابين بالسل الشديد المقاوم للأدوية أكملوا العلاج بنجاح. وقد أظهر نظام Nix-TB، وهو مزيج من التورمانيا، وبيداكويلين، ولنزوليد، نتائج مباشرة في التجارب السريرية المبكرة.
وتعتمد النتائج الناجحة على عدد من العوامل بما في ذلك مدى مقاومة الدواء وشدة المرض وما إذا كان نظام المناعة لدى المريض معرضًا للخطر أم لا، كما يعتمد على الوصول إلى المختبرات التي يمكن أن توفر تشخيصًا مبكرًا ودقيقًا بحيث يتم توفير العلاج الفعال في أقرب وقت ممكن. ويتطلب العلاج الفعال أن تتوفر جميع الأنواع الستة من أدوية الخط الثاني للأطباء الذين لديهم خبرة خاصة في علاج مثل هذه الحالات.

## اللقاح ضد السل
يمنع لقاح عصية كالميت غيران (BCG) الأشكال الحادة من السل في الأطفال، مثل التهاب السحايا السلي. ومن المتوقع أن يكون للقاح BCG الأثر نفسه في منع الأشكال الحادة من السل لدى الأطفال، حتى لو تعرضوا للسل الشديد المقاوم للأدوية. وأظهر اللقاح أنه أقل فعالية في منع السلالات الأكثر شيوعًا من السل وفي عرقلة السل لدى البالغين. ومن المحتمل أن يكون تأثير الـ BCG ضد XDR-TB محدودًا جدًا. وهناك حاجة ملحة إلى توفير لقاحات جديدة، وتعمل منظمة الصحة العالمية وأعضاء شراكة وقف السل بنشاط على استحداث لقاحات جديدة.

## الحجر الصحي القسري
لقد كان حاملي المرض الذين يرفضون ارتداء قناع في الأماكن العامة ملتزمين إلى أجل غير مسمى بالسجون العادية، ومُنِعوا من الاتصال بالعالم. وقد هرب البعض من الولايات المتحدة الأمريكية يشكون من سوء المعاملة.

## وبائيات
وقد وجدت الدراسات أن الرجال أكثر عرضة للإصابة بمرض السل الشديد المقاوم للعقاقير من النساء. وأظهرت إحدى الدراسات أن نسبة الذكور إلى الإناث كانت أكثر من ثلاثة أضعاف، مع صلة إحصائية (P <0.05)، وقد أظهرت الدراسات التي أجريت حول تأثير العمر أن الأفراد الذين هم في سن 65 فما فوق هم أقل احتمالا للإصابة بالسل الشديد المقاومة للأدوية. ووجدت دراسة في اليابان أن مرضى السل المقاوم للأدوية هم غالبا الأصغر سنا.

## السل المقاوم للعقاقير والإيدز
السل هو أحد أكثر الأمراض الشائعة في الأشخاص المصابين بفيروس نقص المناعة البشرية/ الإيدز. وفي الأماكن التي يكون فيها السل الشديد المقاوم للعقاقير أكثر شيوعًا، يكون الأشخاص المصابون بفيروس نقص المناعة البشري أكثر عرضة للإصابة به، مقارنةً بالأشخاص غير المصابين بفيروس نقص المناعة البشرية؛ وذلك بسبب ضعف مناعتهم. وإذا كان هناك الكثير من المصابين بفيروس نقص المناعة البشرية في هذه الأماكن، فسيكون هناك رابط قوي بين السل الشديد المقاومة للأدوية والإيدز. ولحسن الحظ، في معظم الأماكن التي ترتفع فيها معدلات الإصابة بفيروس نقص المناعة البشرية، لم ينتشر مرض السل الشديد المقاوم للأدوية حتى الآن. ولهذا السبب، فإن غالبية المصابين بفيروس نقص المناعة البشرية الذين يصابون بالسل لديهم مرض السل الحساس للأدوية أو العادي، ويمكن علاجهم بأدوية الخط الأول المضادة للسل. وبالنسبة للذين يعانون من عدوى فيروس العوز المناعي البشري، من المرجح أن يقلل العلاج بالعقاقير المضادة للفيروسات الرجعية من خطر الإصابة بالسل الشديد المقاوم للأدوية، تمامًا كما يحدث مع السل العادي.
وتقول دراسة بحثية عنوانها «مسح انتشار السل وتقييم الوصول إلى رعاية مرضى السل في مرضى السل المصابون بفيروس نقص المناعة البشرية وغير المصابين بالعدوى في أسيمبو وجيم غرب كينيا» أن فيروس نقص المناعة البشرية/ الإيدز يؤدي إلى زيادات كبيرة في حالات الإصابة بالسل في أفريقيا، ونسبة كبيرة من الحالات لا يتم تشخيصها.

## تاريخ
يُعرّف السل الشديد المقاوم للأدوية بأنه السل الذي طور مقاومة لريفامبيسين والأيزونيازيد على الأقل (مقاومة السل للأدوية المضادة للسل من الخط الأول تعرف بمقاومة الأدوية المضادة للسل)، وكذلك لأي عضو في عائلة الكوينولون وعلى الأقل واحد من أدوية الخط الثاني من الحقن المضادة للسل التالية: الكاناميسين، أو الكابريومايسين، أو أميكاسين. وتم الاتفاق على هذا التعريف للسل الشديد المقاوم للأدوية من قِبَل فريق العمل العالمي لمنظمة الصحة العالمية في أكتوبر 2006. ولم يعد التعريف السابق لمرض السل الشديد المقاوم للأدوية بأنه عبارة عن السل مقاوم للعديد من الأدوية، الذي يقاوم أيضًا ثلاثة أو أكثر من الأصناف الستة لعقاقير الخط الثاني يُستخدم، ولكن يمكن الإشارة إليه في المنشورات القديمة.

### الوباء في جنوب أفريقيا
تم لأول مرة انتشار مرض السل المقاوم للأدوية بشدة على نطاق واسع في أعقاب تقرير تفشي المرض في جنوب أفريقيا في عام 2006. ووُجِد أن 53 مريضا في مستشفى ريفي في توجيلا فيري مصابون به والذين مات منهم 52. وكان متوسط البقاء على قيد الحياة من جمع عينة البلغم حتى الموت 16 يومًا فقط، وأن غالبية المرضى لم يتلقوا علاجًا لمرض السل، مما يشير إلى أنهم أصيبوا حديثًا بسلالات بكتيريا السل المقاومة للأدوية بشدة، وأن المقاومة لم تتطور أثناء العلاج. وكان هذا هو الوباء الأول الذي استخدم فيه اختصار XDR-TB، وعلى الرغم من أن سلالات بكتيريا السل التي تستوفي التعريف الحالي قد تم تحديدها بأثر رجعي، وكانت هذه أكبر مجموعة من الحالات المرتبطة وجدت على الإطلاق. ومنذ التقرير الأولي في سبتمبر 2006، تم الإبلاغ الآن عن حالات في معظم المقاطعات في جنوب أفريقيا. وفي 16 مارس 2007، تم الإبلاغ عن 314 حالة، مع 215 حالة وفاة. ومن الواضح أن انتشار هذه السلالة من السل يرتبط ارتباطًا وثيقًا بانتشار فيروس نقص المناعة البشرية وضعف التحكم في العدوى في البلدان الأخرى التي نشأت فيها سلالات السل الشديد المقاومة للأدوية، ونشأت المقاومة للأدوية بسبب سوء إدارة الحالات أو سوء امتثال المريض للعلاج بالعقاقير بدلاً من الانتقال من شخص إلى آخر. وأصبح من الواضح الآن أن المشكلة كانت موجودة لفترة أطول بكثير مما اقترحه مسؤولو وزارة الصحة.